# Hadya, Mandya
Hadya là một làng thuộc tehsil Mandya, huyện Mandya, bang Karnataka, Ấn Độ.